# Алеја анђела
Алеја анђела (укр. Алея ангелів; рус. Аллея ангелов) јесте меморијални комплекс у Доњецку у знак сећања на децу која су погинула током оружаног сукоба на истоку Украјине. Налази се у граду Доњецку у парку културе и рекреације названом Лењински комсомол. Отворен је 5. маја 2015. након постављања спомен-знака, а 2. јуна 2017. у композицију алеје додат је споменик деци Донбаса.

## Историја
Иницијативу за отварање спомен обележја покренуо је шеф градске управе Доњецка Игор Мартинов, који је предложио да се овековечи сећање на децу Донбаса која су страдала током оружаног сукоба на истоку Украјине. Овај предлог је добио једногласну подршку свих чланова градске управе.
За место постављања спомен обележја изабран је трг парка код дечје Мале пруге. Опремљена је локација, постављене су плоче за поплочавање, а 3. маја 2015. године постављена је спомен плоча од црвеног Токовског гранита на којој је златним словима угравиран натпис: „Алеја анђела. У знак сећања на страдалу децу Донбаса”. Отварање спомен обележја одржано је 5. маја 2015. године.
На улазу у спомен комплекс постављен је ковани лук висине два и по метра и ширине два метра. Лук се састоји од ружа (симбол Доњецка), између ружа су уткане гранате тешког митраљеза, као и голубови као симбол мира, коме тежи становништво овог региона. Испод лука је гранитна плоча, на којој су азбучним редом уклесана имена преминуле деце и њихов узраст, двоје најмлађих имају мање од годину дана.
Сада су лук и плоча са именима премештени у Парк победе, „Палату пионира” Калињинског округа, дуж Булевара Шевченка.

## Постављање споменика деци Донбаса
Руска Федерација је 2015. године организовала пројекат „Мир свету“ у оквиру којег су деца из Русије и Европе цртала скице спомен скулптуре за децу Донбаса. Руски вајар Денис Селезњев, ослањајући се на модел који су израдили средњошколци школе број 1100 у Москви заједно са немачком децом, урадио је скулптуралну групу у знак сећања на децу Донбаса. На скулптуралној композицији дечак гледа у небо и штити својим телом млађу сестру. Композиција је постављена на Алеји анђела и отворена 2. јуна 2017. године. Отварању су присуствовали гости из Немачке и Италије. Након отварања, споменик је освештало свештенство Никољског храма у Доњецку. У завршном делу догађаја служен је молебан за мир у Донбасу.